# Rosalvo Bobo
Rosalvo Bobo (Cabo Haitiano, 1873-París, 1929), político y jefe revolucionario de Haití.
Médico de formación, autor de un conocido discurso para conmemorar en 1904 el primer centenario de la independencia de Haití, ministro del Interior del gobierno de Joseph Davilmar Théodore, Rosalvo Bobo jugó un papel de primer orden en los asuntos haitianos en la época previa a la ocupación del país por tropas de Estados Unidos en 1915. 
El 14 de octubre de 1914 atacó la prisión de El Cabo para liberar a los rebeldes presos, pero el asalto fue repelido y Rosalvo Bobo se refugió en el consulado alemán. El 18 de octubre siguiente el ministro del Interior, Charles Zamor, evacuó El Cabo y su hermano el presidente Oreste Zamor llevó tropas a Puerto Príncipe. 
El 19 de octubre de 1914 Oreste Zamor abandona El Cabo, Rosalvo Bobo sale del consulado alemán y se declara a jefe civil de la revolución. José Davilmar Théodore es declarado a Presidente y nombra Ministro del Interior a Rosalvo Bobo. Pero el Théodore dimite a comienzos de 1915 debido a las presiones estadounidenses. Jean Vilbrun Guillaume Sam se convierte en Presidente de la República haitiana. 
En el momento del desembarque de los marines, Rosalvo Bobo era el jefe reconocido de la revolución que acababa de derribar al dictador Barbilla Sam, pero el almirante norteamericano William Caperton, jefe de las tropas lo descartó como posible Presidente por considerarlo enemigo de los Estados Unidos y proclamó al senador Philippe Sudre Dartiguenave como Presidente.